# Balimbing Jae
Balimbing Jae is een bestuurslaag in het regentschap Padang Lawas Utara van de provincie Noord-Sumatra, Indonesië. Balimbing Jae telt 385 inwoners (volkstelling 2010).